# Drăgaica

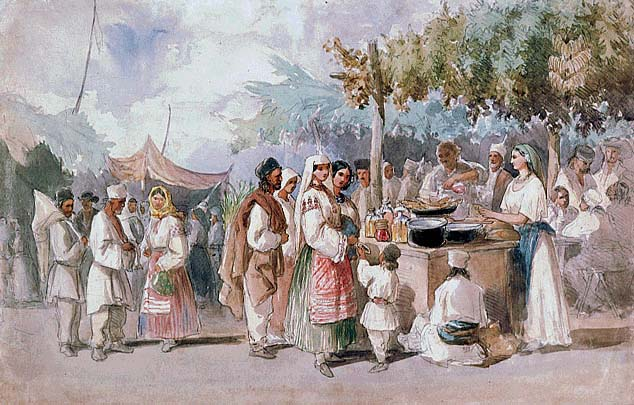
Fira de Drăgaica, de Carol Szathmari, mitjans del.

La Drăgaica és la fira tradicional d'estiu que se celebra anualment a Buzău (Romania). Es celebra cada any entre el 10 i el 24 de juny.

## Història
La fira Drăgaica va ser inicialment una fira comercial de llana que se celebrava cada any al vessant de la muntanya de la vall del riu Buzău, després de la tolla de les ovelles. Finalment, la fira es va traslladar a Buzău, tal com mostra un document del 26 d'agost de 1778 emès per Alexandru Ipsilanti pel qual s'atorgaven plena jurisdicció sobre l'organització i els drets de recaptació d'impostos per a la fira al bisbat de Buzău.
Mihai Şuţu va reforçar els privilegis del bisbat sobre la recaptació d'impostos de la fira en una carta de 1792:
| « | La fira que se celebra cada any a Buzău el 24 de juny... porta el nom de Drăgaica i té una durada de tres dies. Cap cobrador de duanes o ispravnic o cap servidor de l'hospodar hi hauria d'interferir, i l'impost hauria de ser recaptat pel Bisbat. | » |

El 1806, Buzău va ser cremada per l'exèrcit otomà durant la guerra russo-turca de 1806-1812, i els habitants de la ciutat es van refugiar als pobles dels turons propers. Així, la fira es va suspendre fins al 1829, quan es va reprendre en un Buzău reconstruït.
La fira Drăgaica continua celebrant-se a Buzău, un cop l'any, durant dues setmanes, al juny.